# Ischnura rubella
Ischnura rubella là một loài chuồn chuồn kim trong họ Coenagrionidae.
Ischnura rubella được Navás miêu tả khoa học năm 1934.